# 戸田晴久
戸田 晴久（とだ はるひさ、1949年または1950年 - ）は、日本の地方公務員（技術公務員）。大阪府住宅まちづくり部長、大阪府住宅供給公社理事長を歴任。瑞宝小綬章受章。

## 人物・経歴
京都大学工学部建築学科卒。1972年４月 大阪府庁採用、1984年４月 建築部建築監理課主査、1987年５月 住宅政策課民間住宅係長、1989年 (平成元年) ４月 住宅政策課主査、1992年４月 開発指導課主幹、1994年４月 企画調整部企画室主幹、1997年４月 建築部住宅政策課参事、1998年４月 建築都市部住宅まちづくり政策課参事、1999年５月 公共建築室参事、2000年４月 住宅まちづくり政策課長、2002年４月 建築都市部副理事、2005年４月同部技監、2006年４月 住宅まちづくり部長。2008年４月 同部長を吉田敏昭に交代し、同部理事・大阪府住宅供給公社理事長、2009年3月 大阪府退職。泉北ニュータウンの空家対策、千里ニュータウンの建て替えなどに重点を置いた。退任後、大和ハウス工業顧問、公益社団法人都市住宅学会関西支部監事。

## 栄典
2020年4月 令和2年春の叙勲で瑞宝小綬章を受章。